# Harald Weyel
Harald Weyel (nascido em 30 de agosto de 1959) é um político alemão. Nasceu em Herborn, Hesse, e representa a Alternativa para a Alemanha (AfD). Harald Weyel é membro do Bundestag pelo estado da Renânia do Norte-Vestfália desde 2017.

## Vida
Ele tornou-se membro do bundestag após as eleições federais alemãs de 2017. É membro da Comissão dos Assuntos da União Europeia.